# 1945 en sport
Cet article présente les faits marquants de l'année 1945 en sport.

## Baseball
- Les Detroit Tigers remportent les World Series face aux Chicago Cubs.
- En World Series noires le Cleveland Buckeyes (NAL) s'imposent par 4 victoires à zéro face aux Homestead Grays (NNL).

## Basket-ball
- Championnet Sports est champion de france chez les hommes, c'est le Stade Marseillais UC qui l'emporte chez les féminines.

## Jeux de boule
- 31 juillet : création de la fédération française de pétanque.

## Boxe
- 30 novembre : Marcel Cerdan, champion de France de poids moyen de boxe.

## Cyclisme
- Le Français Paul Maye s'impose sur le Paris-Roubaix.

## Football
- 6 mai : le RC Paris remporte la Coupe de France face au Lille OSC, 3-0.
- FC Barcelone champion d'Espagne.
- 17 juin : le FC Rouen est champion de France de football 1945 en battant le Lyon O.U. 4-0 à Colombes.

## Football canadien
- Coupe Grey : Argonauts de Toronto 35, Blue Bombers de Winnipeg 0.

## Golf
- L'Américain Byron Nelson remporte le tournoi de l’USPGA.

## Hockey sur glace
- Les Maple Leafs de Toronto remportent la Coupe Stanley.
- Le HC Davos est champion de Suisse.

## Joute nautique
- Jean Carmassi (dit l'avenir) remporte le Grand Prix de la Saint-Louis à Sète.

## Rugby à XIII
- 12 mai : à Paris, le XIII Catalan remporte la Coupe de France face à Carcassonne 27-18.
- 20 mai : à Perpignan, Carcassonne remporte le Championnat de France face au Toulouse olympique XIII 13-12.

## Rugby à XV
- Agen champion de France.

## Tennis
- Championnat des États-Unis.
  - L'Américain Frank Parker s'impose en simple hommes.
  - L'Américaine Sarah Palfrey Cooke s'impose en simple femmes.

## Naissances
- 1er janvier : Jacky Ickx, pilote automobile belge.
- 18 février : Richard Lloyd, pilote automobile britannique. Fondateur de plusieurs écuries de course automobile. († 30 mars 2008).
- 13 mars :
  - Noël Christian, escrimeur français.
  - Fyodor Simashev, skieur de fond soviétique, champion olympique en relais 4×10km lors des Jeux de Sapporo (1972) († 20 décembre 1997).
- 24 mars : Jackie Chazalon, basketteuse française.
- 26 mars : Mikhail Voronin, gymnaste russe († 22 mai 2004).
- 2 avril :
  - Guy Fréquelin, pilote automobile (rallye) français.
  - Don Sutton, lanceur de la Ligue majeure de baseball.
- 10 avril : Kevin Berry, nageur australien. († 6 décembre 2006).
- 5 mai : Alain Gilles, basketteur français († 18 novembre 2014).
- 12 mai : Alan Ball, footballeur britannique, champion du monde 1966 avec l'équipe d'Angleterre. († 24 avril 2007).
- 14 mai : Yochanan Vollach, footballeur israélien, président du Maccabi Haifa.
- 4 juin : Hale Irwin, golfeur américain.
- 16 juin : Jean-Pierre Staelens, basketteur français.
- 17 juin : Eddy Merckx, cycliste belge.
- 10 juillet : Toni Fritsch, footballeur et joueur de foot US autrichien. († 13 septembre 2005).
- 29 août : Jean Ragnotti, pilote automobile (rallye) français.
- 11 septembre :
  - Franz Beckenbauer, footballeur puis entraîneur allemand.
  - Carlo Recalcati, joueur, puis entraîneur Italien de basket-ball.
- 28 septembre : Marielle Goitschel, skieuse alpin française.
- 7 octobre : Jean-Luc Thérier, pilote automobile (rallye) français.
- 14 octobre : Vladimir Maksimov, handballeur russe, membre de l'équipe de handball soviétique championne olympique aux Jeux de Montréal en 1976.
- 13 novembre : Masahiro Hasemi, pilote automobile japonais.
- 22 novembre : Roger Bambuck, athlète français.
- 11 décembre : Jarno Saarinen, pilote moto finlandais, champion du monde 1972. († 20 mai 1973).
- 20 décembre : Jean-Marc Guillou, footballeur français.

## Décès
- 21 février : Eric Liddell, 43 ans, athlète écossais, champion olympique  du 400 mètres aux Jeux de Paris en 1924, puis joueur de rugby à XV qui a joué avec l'équipe d'Écosse, au poste de trois quart aile. (° 16 janvier 1902).
- 30 mars : Eugène Maës, 54 ans, footballeur français. (° 15 septembre 1890).
- 11 septembre : Eddie Livingstone, ancien président et entraîneur des Blueshirts de Toronto dans l'Association nationale de hockey. (° 12 septembre 1884)